# آندریفکا (شهرستان میاکینسکی، باشقیرستان)
آندریفکا (انگلیسی: Andreyevka, Miyakinsky District, Republic of Bashkortostan) یک شهرک در شهرستان میاکینسکی استان باشقیرستان کشور روسیه است.